# 烏沙那
烏沙那（發音：[ʔṵzənà]）是緬甸蒲甘王朝國王那腊底哈勃德的長子與王儲。1285年，在元緬戰爭中南逃的那腊底哈勃德來到勃生，時任勃生總督的烏沙那以禮相迎。後那腊底哈勃德路過卑謬時，被卑謬總督梯訶都毒殺。梯訶都隨後到勃生，將臥病在床的烏沙那擊殺分屍。